# 白砂崙漁港

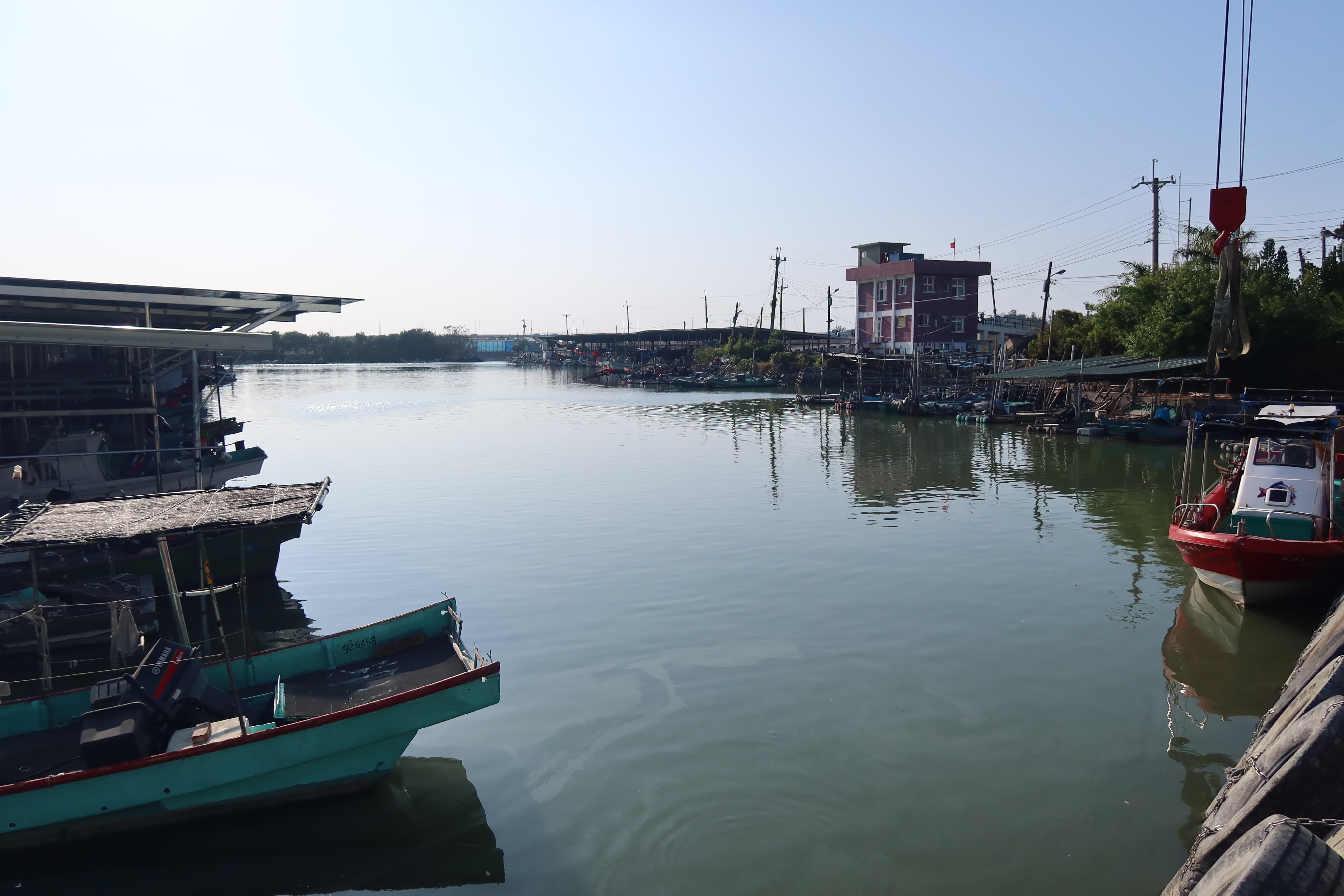
白砂崙漁港

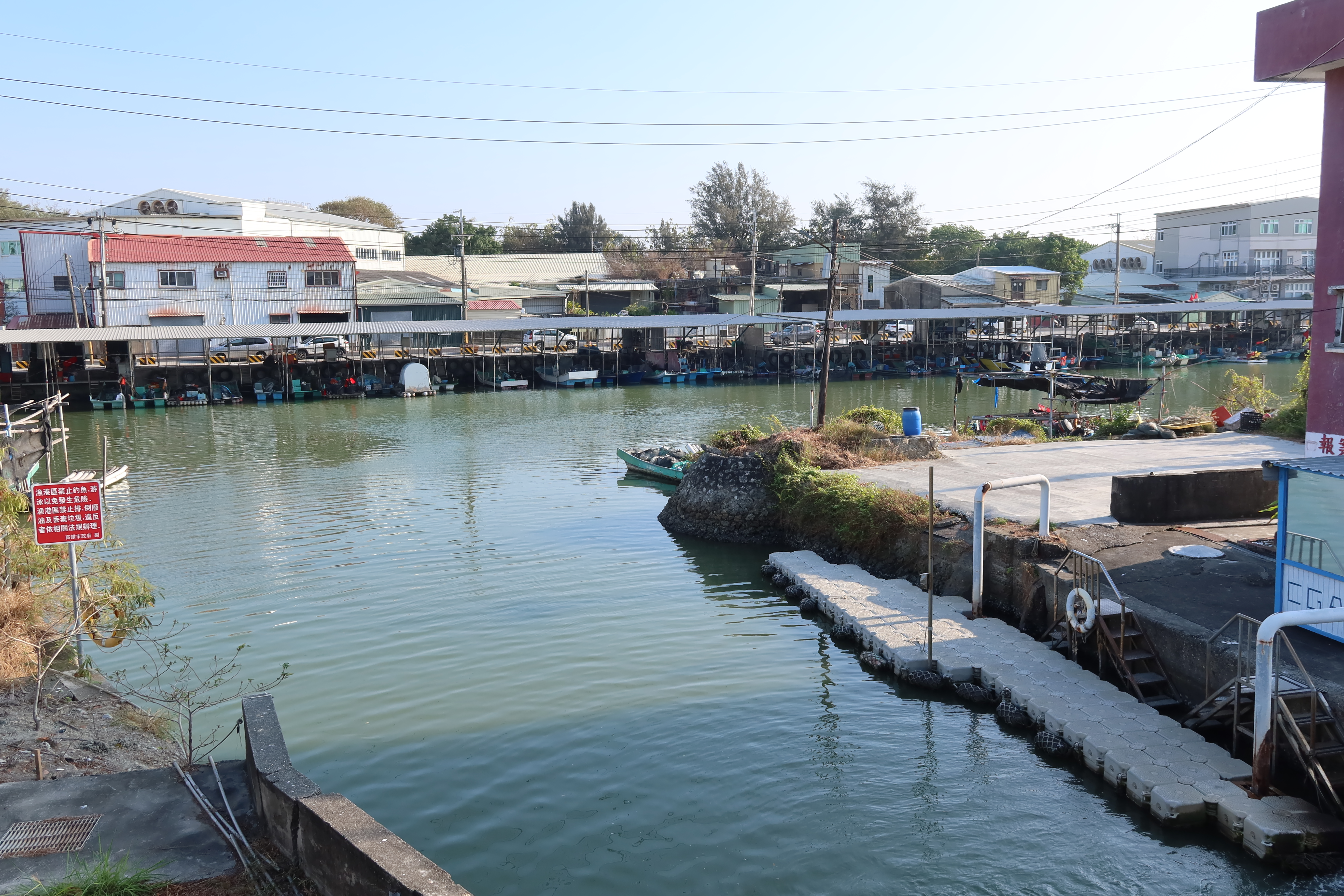
白砂崙漁港（自安檢所旁拍攝）

白砂崙漁港是臺灣高雄市茄萣區的一座漁港，其位於二仁溪南岸距出海口約600公尺處。港區1.29公頃，其中水域0.79公頃、陸域0.5公頃。漁港建於台灣清治時期，1951年擴大為避風漁港，是原高雄縣第一座漁港，也是高雄市最北的漁港。
白砂崙在清朝中葉為沙灘港，但當地為號稱「鐵板沙」的硬質沙灘，不易出海。漁民出海的工具是帶風帆的竹筏，形成「茄萣帆筏」的特色。1930年代木船取代竹筏，無法再停靠沙灘，於是挖出應急之用的避風港。1951年，白砂崙漁港以大崗山的咾咕石為建材，擴建為可停泊上百艘20噸以下漁船的港口，在興達港闢建前為臨近地區漁船避風良港。在白砂崙漁港做為茄萣地區經濟中心時期，港區內有魚市場、造船廠，以及依附而生的油行、製冰廠、木材廠、撞球間等設施。白砂崙漁會也設於魚市場中，並設有衛生室、播音站、曬乾場、加染場和標示桿等附屬設施。港口處名為「天聖橋」的彎月形鐵橋則為當地著名地標。
1980年代因廢五金熔煉業排放廢水汙染二仁溪，茄萣漁業由盛轉衰，白砂崙漁港一度廢港。當地居民組成茄萣舢筏協會，推動整治工作後，隨生態恢復而又有小型漁船停泊。2020年投入經費清淤、整建，預計轉型北高雄休閒漁業與觀光產業據點。

## 照片

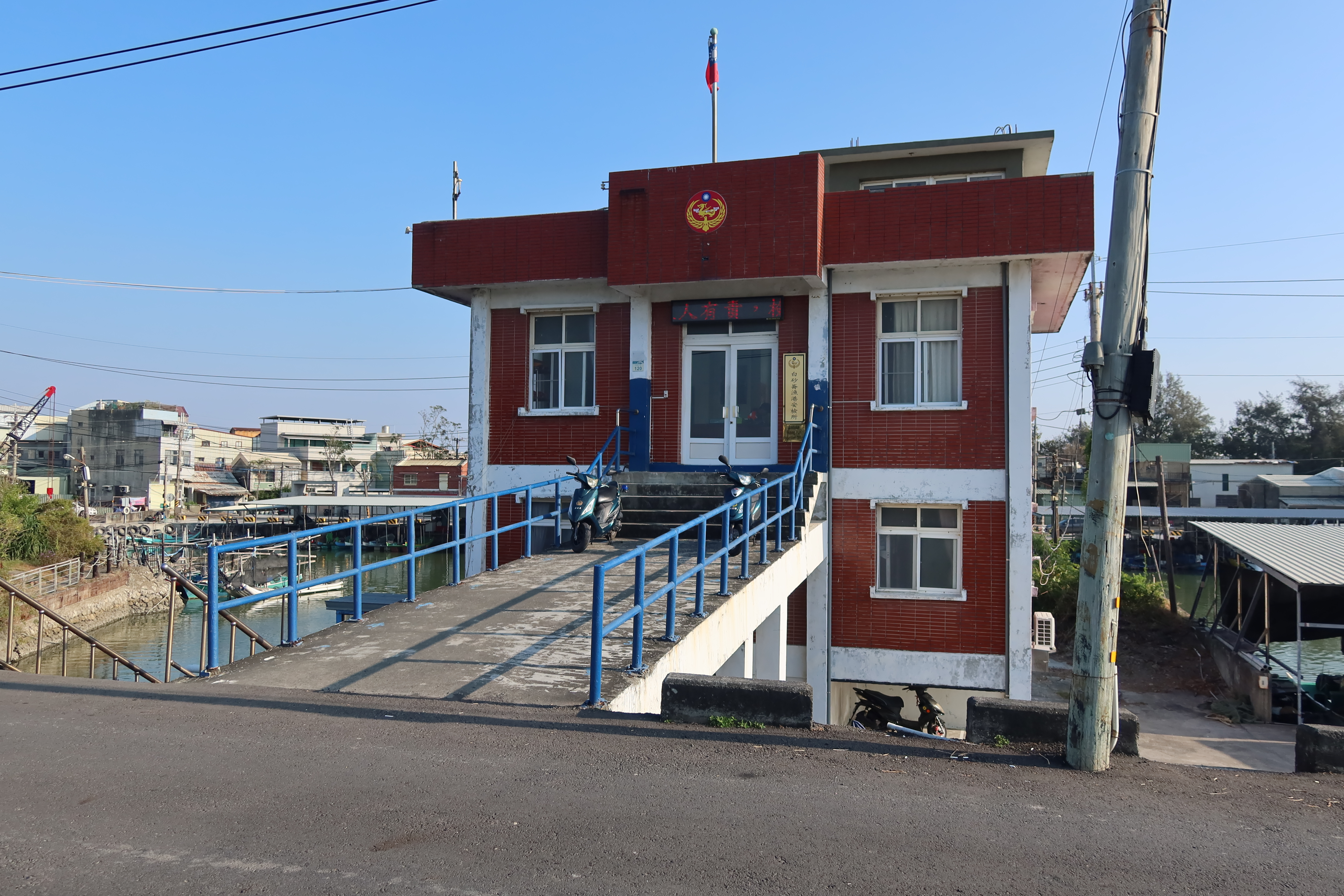
白砂崙漁港安檢所
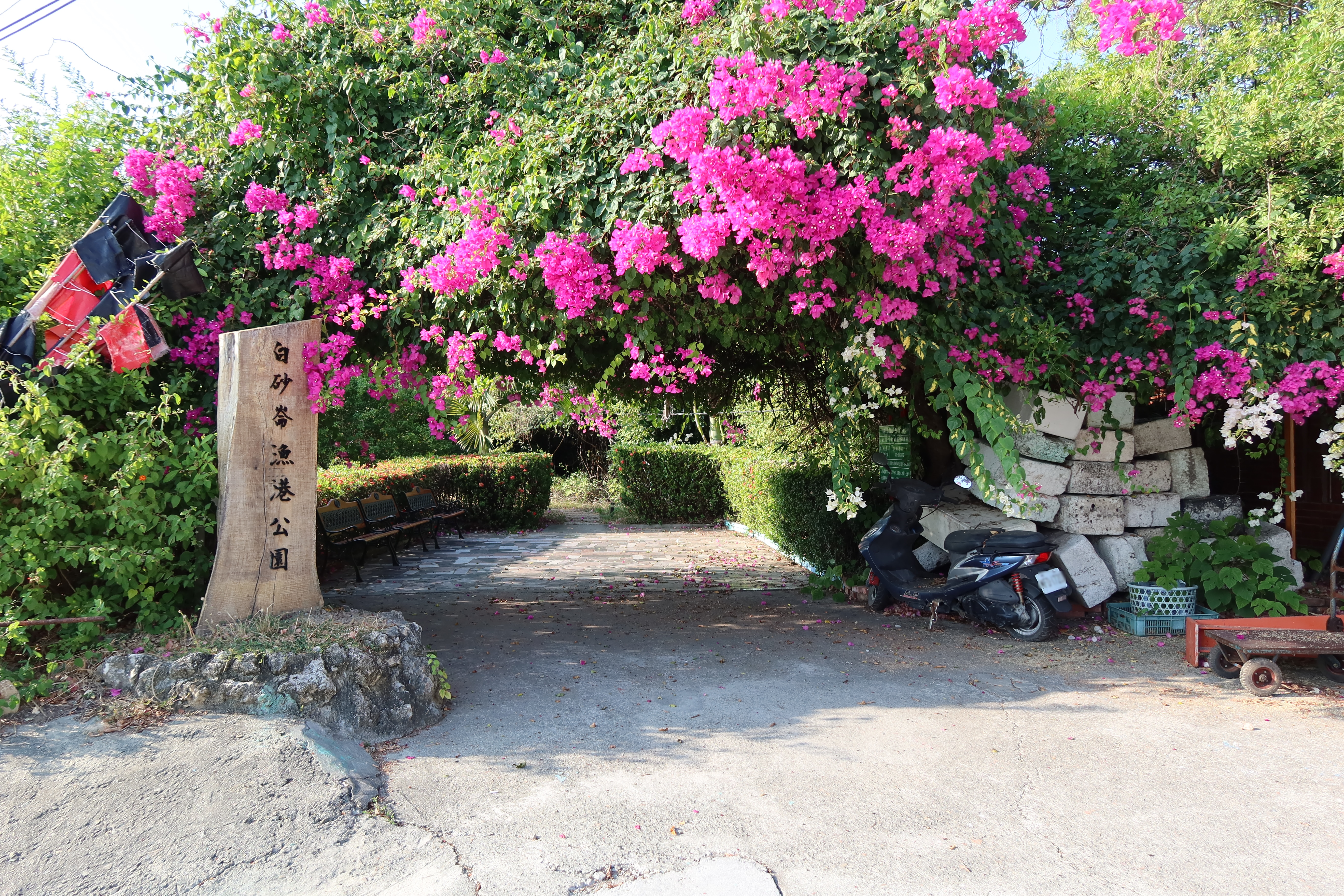
白砂崙漁港公園
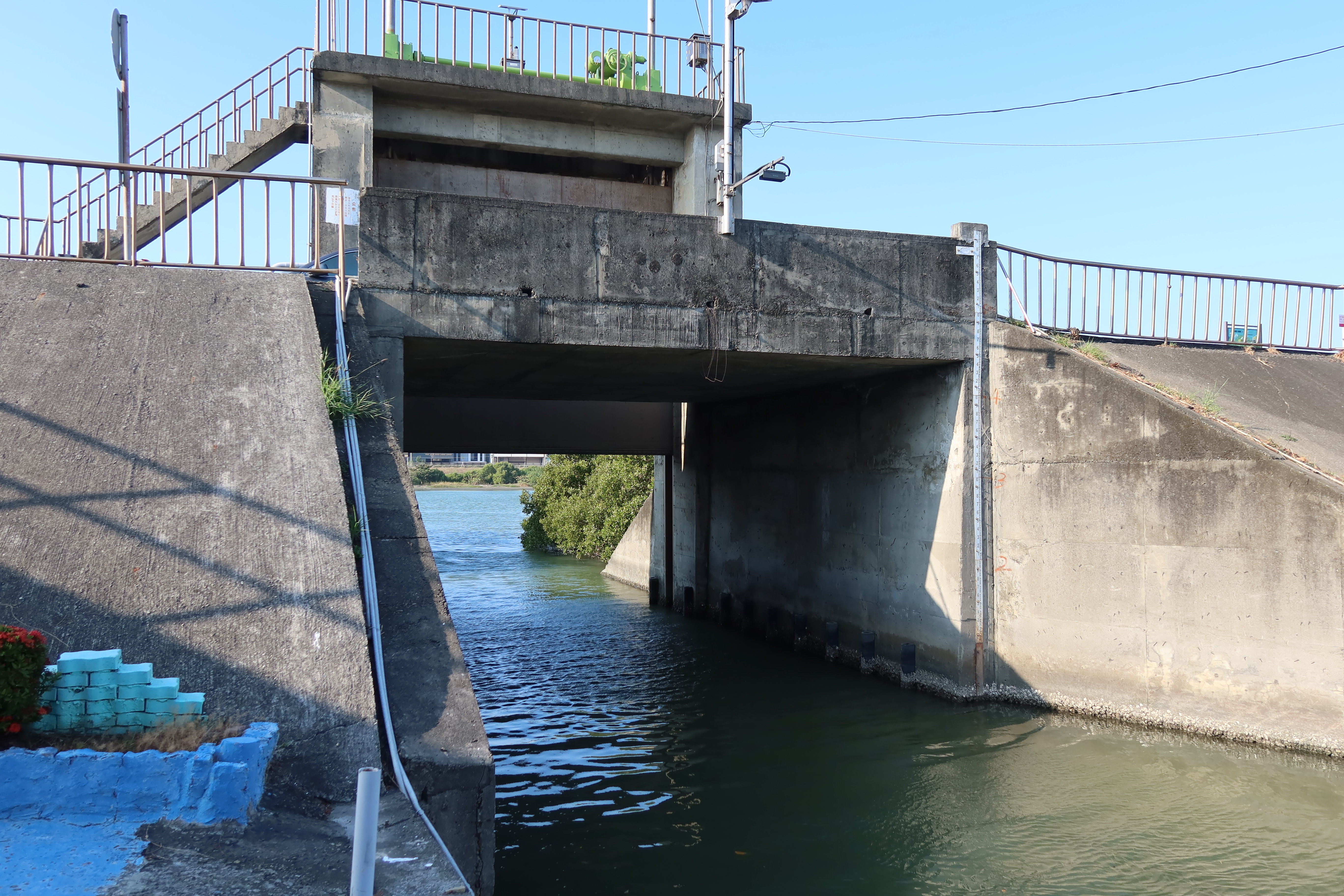
白砂崙漁港出入口